# Tolak Angin
Tolak Angin – mieszanka ziół produkowana przez indonezyjskie przedsiębiorstwo Sido Muncul. Jest sprzedawana jako syrop w żółtych saszetkach i stanowi jedną z najpopularniejszych marek spożywczych w Indonezji.

## Produkt
W skład produktu wchodzą: imbir, mięta polna, koper włoski, kminek, goździki, Helicteres isora i miód. Dokładna receptura mieszanki nie jest jawna. Najczęściej jest sprzedawana w saszetkach, których cena w 2014 roku wynosiła mniej niż 0,25 USD. W Indonezji spożywa się ją w przypadku wystąpienia objawów masuk angin (dosł. „wejście wiatru”), czyli typowych dolegliwości powodujących osłabienie układu odpornościowego. Istnieje szereg różnych wariantów produktu, są wśród nich formy bezcukrowe, wariant dla dzieci, a także pokrewne cukierki i maść sprzedawane pod tą samą marką.

## Marka
Produkt Tolak Angin jest szeroko stosowany w Indonezji i znajduje się pośród najpopularniejszych marek konsumenckich w tym kraju. Jego charakterystyczna forma pakowania – w postaci żółtych saszetek – była kopiowana przez konkurencyjne marki na rynku ziołolecznictwa. Slogan marki to Orang pintar minum Tolak Angin („Mądrzy ludzie piją Tolak Angin“).
Produkt Tolak Angin jest również eksportowany za granicę. Jego sprzedaż prowadzi się w krajach i regionach takich jak Malezja, Filipiny, Australia, Holandia, Stany Zjednoczone, Hongkong czy Nigeria. W 2014 roku eksport poza granice Indonezji wyniósł pięć procent łącznej sprzedaży produktu. W 2016 roku ogłoszono, że roczna produkcja mieszanki wynosiła 780 mln saszetek.

## Historia
Mieszankę ziół stanowiącą pierwowzór Tolak Angin miał opracować Rahmat Sulistyo w 1930 roku. Początkowo był to jedynie przepis rodzinny. W 1940 roku produkt zaczął być sprzedawany publicznie jako wstępnie wymieszana forma lekarstwa jamu. Z powodu Indonezyjskiej Rewolucji Narodowej rodzina przeprowadziła się do miasta Semarang, gdzie swoją działalność rozpoczęło przedsiębiorstwo Sido Muncul. Zapoczątkowano także sprzedaż produktu w charakterze zwykłego lekarstwa jamu. W 1992 roku Tolak Angin zaczęto oferować w postaci saszetek po 15 ml. Produkt jest również dostępny w postaci saszetek z proszkiem.
W 2015 roku na saszetkach Tolak Angin sprzedawanych w Kalifornii zaczęto umieszczać ostrzeżenie Prop 65, wskazujące na obecność w nich groźnego ołowiu. Później lokalny dystrybutor produktu podał do wiadomości, że wprowadzenie etykiet wynikało z „nadmiernej ostrożności“ przy jednoczesnym nieprzeprowadzeniu rzeczywistej analizy.
W 2018 roku przedsiębiorstwo Sido Muncul otworzyło w Ungaran nowy zakład zajmujący się produkcją Tolak Angin, ze zdolnością produkcyjną wynoszącą 200 mln saszetek na miesiąc (w porównaniu do zdolności produkcyjnej 80 mln saszetek w już istniejącym zakładzie).